# Martinas Geben
Martinas Geben (Vilnius, 20 de octubre de 1994) es un jugador de baloncesto lituano. Con 2,08 metros de altura, juega en la posición de pívot en las filas del Bàsquet Girona de la Liga Endesa.

## Trayectoria
Es un pívot formado en el St. Maria Goretti High School de Hagerstown (Maryland) hasta 2014, fecha en la que ingresó en la Universidad de Notre Dame, situada en la localidad de Notre Dame en el estado de Indiana, donde jugaría durante cuatro temporadas la NCAA con los Notre Dame Fighting Irish, desde 2014 a 2018. 
El 28 de junio de 2018, Geben regresó a su país firmando un contrato de tres años (2+1) con Žalgiris Kaunas.
El 11 de septiembre de 2018, Geben fue cedido al BC Juventus de la Liga de Baloncesto de Lituania. Después de promediar 11,5 puntos, 7,4 rebotes y 1,2 tapones durante la temporada 2018-19 de la LKL, recibió el premio al Jugador Más Valioso de la LKL.
El 29 de julio de 2021, Geben firmó con el Brose Bamberg de la Basketball Bundesliga.
El 20 de septiembre de 2022, Geben firmó un contrato de dos meses con el Fraport Skyliners de la Basketball Bundesliga, en el que promedió 14,3 puntos, 7,0 rebotes y 3,2 asistencias en seis partidos disputados en la BBL.
El 11 de diciembre de 2022, Geben fichó por el BAXI Manresa de la Liga ACB para el resto de la temporada 2022-2023.
En la temporada 2024-25, firma por el KK Cedevita Olimpija de la ABA Liga.
El 29 de diciembre de 2024, fichó por el Bàsquet Girona de la liga ACB, cedido por el KK Cedevita Olimpija hasta final de temporada.
El 26 de junio de 2025, firma en propiedad por el Bàsquet Girona de la liga ACB
.

### Selección nacional
Geben ganó la medalla de bronce mientras representaba a la Selección sub-19 de Lituania durante el Campeonato Mundial FIBA Sub-19 de 2013. Además, también ganó una medalla de oro en la Universiada de Verano de 2017 en Taipei como parte del equipo nacional de estudiantes lituanos con una victoria por 85–74 sobre Estados Unidos.